# ドルジバル
ドルジバル（モンゴル語: Dorǰibal、1315年 - 1354年）は、14世紀前半に大元ウルスに仕えたジャライル部国王ムカリ家出身の領侯（ノヤン）。
『元史』などの漢文史料では朶爾直班(duǒěrzhíbān)と表記される。

## 概要
ドルジバルは建国の功臣ムカリの子孫の一人で、祖父は黒竜江流域への進出で著名なシディ、父はベルケ・テムルといった。ドルジバルは幼くして父を亡くしたために従祖母の下で育てられ、長じるとムカリ家当主で右丞相（中書省の長）も務めたバイジュの下で書を読み漢文に通暁した。なお、後にバイジュが南坡の変によって謀殺されると、面倒を見てもらった恩義からかドルジバルはその子のドルジの助命に奔走している。14歳の時よりトク・テムル（後の文宗ジャヤアト・カアン）に仕えると、ドルジバルは漢文に通暁することから重用され、尚衣奉御から工部郎中に任じられた。
元統元年（1333年）、監察御史となると、時の皇帝ウカアト・カアン（順帝トゴン・テムル）に対して祖先祭祀や政治に関わる「五事」について陳情した。また、この頃大元ウルスでは災害が多発していたことから、被災者への支援・財政改革・余剰官員の削減などからなる「九事」を上奏した。また、ドルジバルは監察御史として朝廷で大きな権勢を振るっていたチベット仏教僧を弾劾し、権臣タンキシュの苛政によって苦しんでいた漷州の民を法に基づいて救ったため、民から大いに喜ばれたという。朝廷に帰った後、タンキシュはドルジバルに面目を傷つけられたとして怒ったが、ドルジバルは「私は法を奉ることを知るのみにして、その他の事は知らない」と答え、タンキシュの不法行為を弾劾した。
至正元年（1341年）、学士院から翰林学士とされ、経筵の事に携わるようになった。その後、大宗正府イェケ・ジャルグチ（也可札魯火赤）に移った時には、公正な議論を行うことから同僚から「神人である」と評されたという。また、江南行台治書侍御史・江西行省左丞にも任じられたが、病を理由に任地には赴かず、黄厓山で療養した。至正5年（1345年）には中書参知政事に任じられて中央の中書省に入り、『至正条格』の編纂にも携わった。
至正7年（1347年）、右丞相のベルケ・ブカが監察御史の弾劾によって失脚したため、ドルジバルも含む高官たちは揃って辞職した。この時、ウカアト・カアンは辞職しないようドルジバルに働きかけたが、遵法精神を尊ぶドルジバルはこれを謝絶し、ウカアト・カアンはこれを泣いて見送ったという。その後、遼陽行省平章政事に移った。
1350年代より河南地方において紅巾の乱が始まると、ドルジバルは中書平章政事として叛乱鎮圧に当たった。ドルジバルは当初丞相のトクトと協力して叛乱鎮圧に当たっていたが、トクトの弟のエセン・テムルを弾劾した事を切っ掛けに対立して湖広行省に左遷され、黄州の蘭渓駅で40歳にして亡くなった。
ドルジバルにはテグス・テムル（Tegüs temür/鉄固思帖木而）・ドルゲン・テムル（Dürgen temür/篤堅帖木而）という2人の息子がいたと伝えられる。

## ジャライル部スグンチャク系国王ムカリ家
- グウン・ゴア（Gü’ün U’a ＞孔温窟哇/kǒngwēn kūwa）
  - 左翼万人隊長・国王ムカリ（Muqali guy-ong ＞木華黎国王/mùhuálí guówáng,موقلىكويانك/mūqalī kūyānk）
    - 左翼万人隊長・国王ボオル（Bo’ol ＞孛魯bólŭ,بوغول/būghūl）
      - 国王スグンチャク（Süγunčaq ＞速渾察/sùhúnchá）
        - 国王クルムシ（Qurmši ＞忽林池/hūlínchí）
        - ナヤン（Nayan ＞乃燕/nǎiyàn）
          - 同知通政院事シディ（Šidi ＞碩徳/shídé）
            - ベルケ・テムル（Berge temür ＞別理哥帖木爾/biélǐgē tièmùěr）
              - 中書平章政事ドルジバル（Dorǰibal ＞朶爾直班/duǒěrzhíbān）
                - テグス・テムル（Tegüs temür ＞鉄固思帖木而/tiěgùsī tièmùér）
                - ドルゲン・テムル（Dürgen temür ＞篤堅帖木而/dǔjiān tièmùér）

          - バヤンチャル（Bayančar ＞伯顔察児/bǎiyáncháér）

        - 江淮行省左丞相センウ（Seng'ü ＞相威/xiāngwēi）
          - 南行台御史大夫アラーウッディーン（Šidi ＞阿老瓦丁/ālǎowǎdīng）
            - 集賢大学士トゴン（Toγon ＞脱歓/tuōhuān）

        - サルバン（Sarban ＞撒蛮/sāmán）
          - 江浙行省平章トクト（Toqto ＞脱脱/tuōtuō）
            - 中書右丞相ドルジ（Dorǰi ＞朶児只/duǒérzhǐ）
              - 翰林学士ドスマン・テムル（Dosman temür ＞朶蛮帖木児/duǒmán tièmùér）
              - 国王エムケシリ（Emmgeširi ＞俺木哥失里/ǎnmùgēshīlǐ）